# Marie Karoline von Battenberg

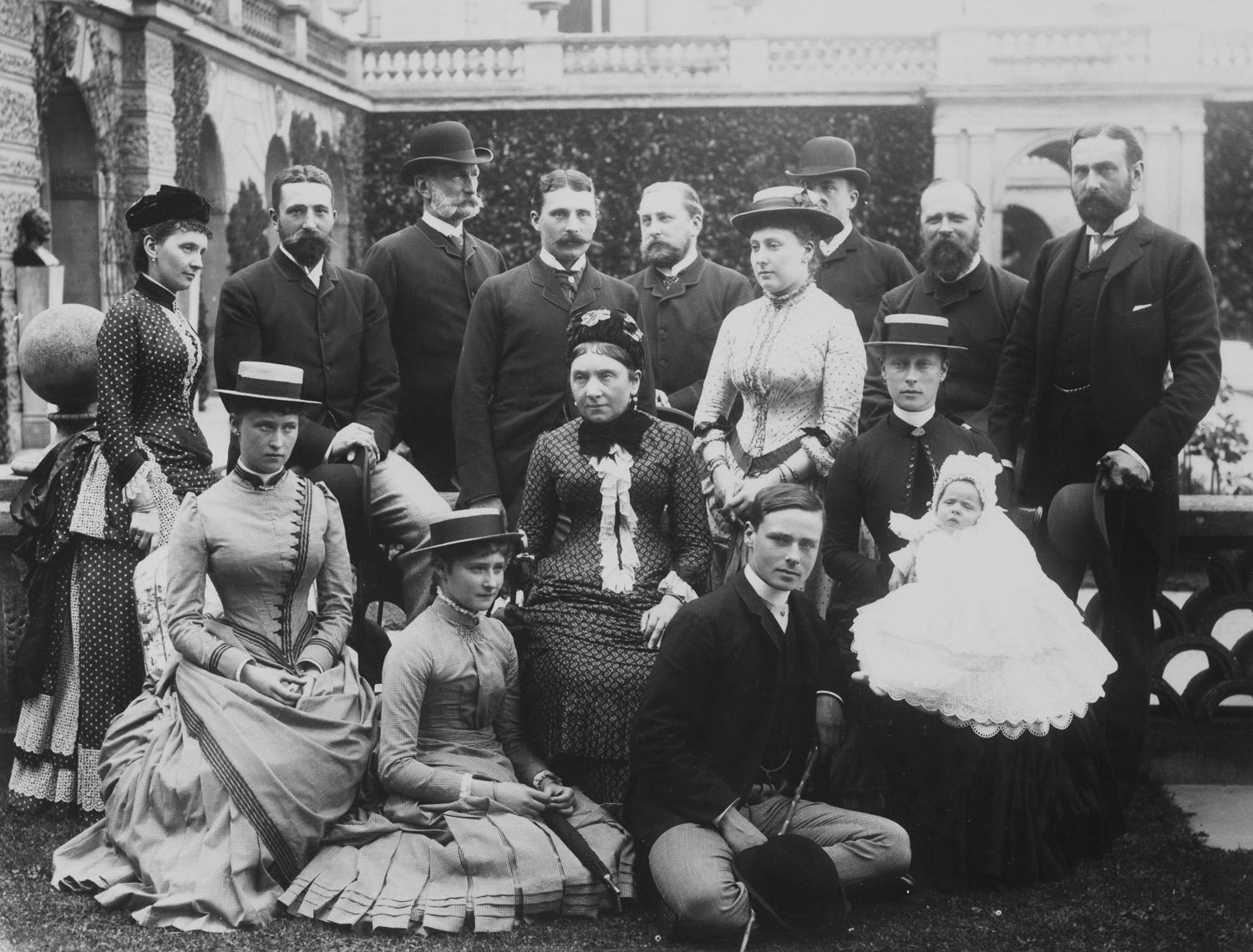
Marie von Battenberg, Fürstin zu Erbach-Schönberg

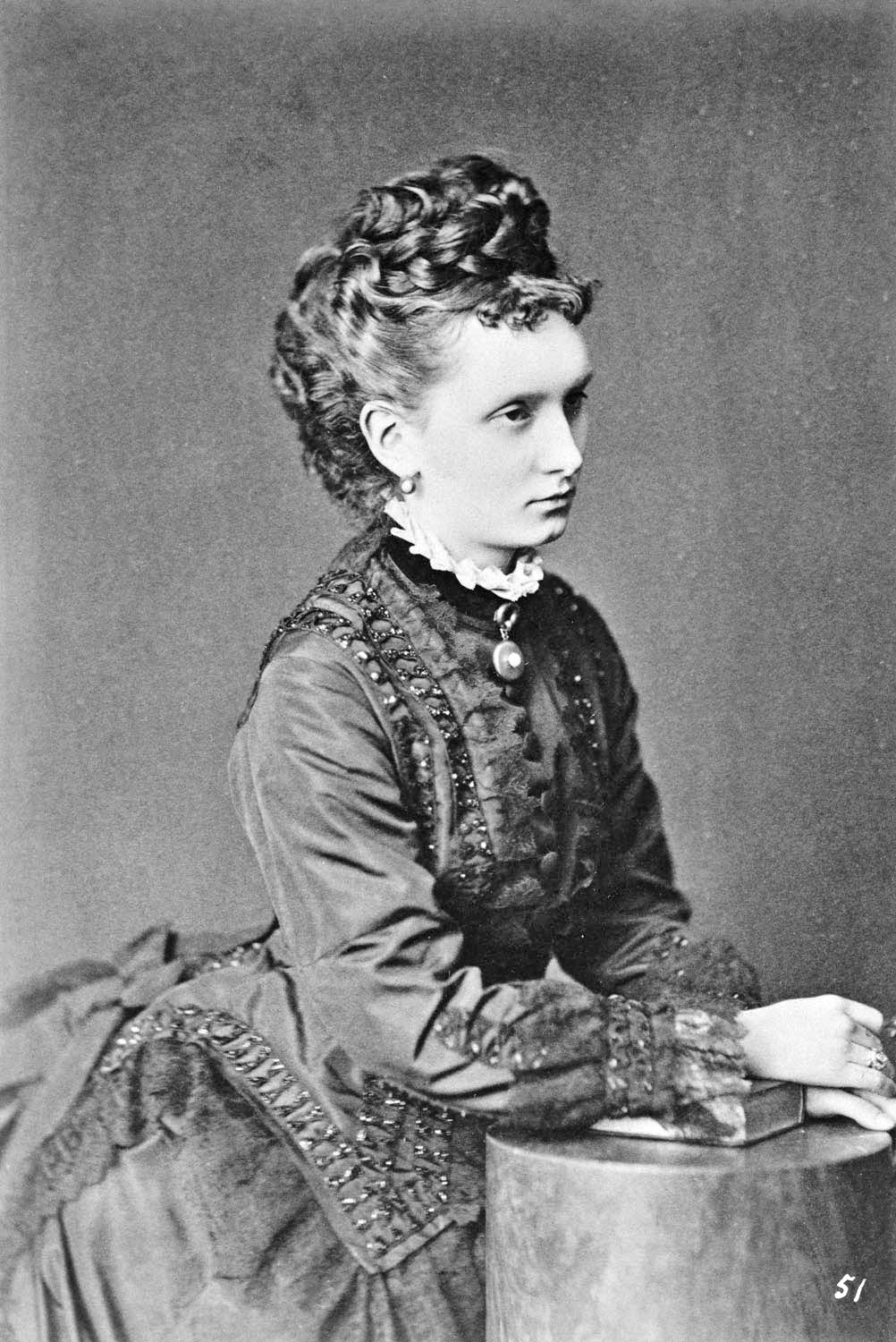
Marie Karoline von Battenberg (1874)

Marie Karoline von Battenberg (* 15. Februar 1852 in Straßburg; † 20. Juni 1923 in Schönberg) war eine Prinzessin von Battenberg und durch Heirat Fürstin und Gräfin zu Erbach-Schönberg. Sie betätigte sich als Schriftstellerin und Übersetzerin.

## Leben
Marie war das älteste Kind und die einzige Tochter des Prinzen Alexander von Hessen und bei Rhein (1823–1888), Begründer des Hauses Battenberg, und seiner morganatischen Ehefrau, der Gräfin bzw. Fürstin Julie von Battenberg (1825–1895), Tochter des polnisch-russischen Grafen Hans Moritz Hauke. Infolge der nicht standesgemäßen Ehe ihrer Eltern waren Marie und ihre Geschwister von der Erbfolge in Hessen ausgeschlossen und trugen den Titel Prinz bzw. Prinzessin von Battenberg.
Die Prinzessin heiratete am 29. April 1871 in Darmstadt den Grafen Gustav Ernst zu Erbach-Schönberg (1840–1908), der 1903 in den hessischen Fürstenstand erhoben wurde und aufgrund der verwandtschaftlichen Beziehungen seiner Gemahlin mit Queen Victoria und Zar Alexander II. in Beziehung stand. Maries Bruder Alexander war seit 1879 Fürst von Bulgarien. Über einen Besuch bei ihm berichtet sie in ihrem Werk Meine Reise nach Bulgarien im Jahre 1884.
Marie ist die Übersetzerin der Bücher Das Thor des Paradieses. Ein Osternachtstraum von Edith Jacob und Eine Reise nach Sibirien von Kate Marsden. Sie veröffentlichte außerdem ihre Memoiren, in denen ihr Verhältnis zu ihrem mental instabilen Sohn Maximilian eine wesentliche Rolle spielt.

## Nachkommen
- Alexander (1872–1944), Fürst und Graf zu Erbach-Schönberg

⚭ 1900 Prinzessin Elisabeth zu Waldeck und Pyrmont (1873–1961)
- Maximilian (1878–1892), geistig behindert
- Viktor (1880–1967)

⚭ 1909 Gräfin Erzsébet Széchenyi de Sárvár-Felsõvidék (1888–1977)
- Edda (1883–1966)

⚭ 1910 Prinz Wilhelm zu Stolberg-Wernigerode (1870–1931)

## Schriften
- Meine Reise nach Bulgarien im Jahre 1884. Heller, Leipzig 1916.
- Entscheidende Jahre. 1859 – 1866 – 1870. Aus meiner Kindheit und Mädchenzeit. Wollermann, Braunschweig 1921.
- Aus stiller und bewegter Zeit. Erinnerungen aus meinem Leben. Für den Buchhandel H. L. Schlapp, Antiquariat in Darmstadt 1921.
- Erklungenes und Verklungenes. Verlag der „Litera“-A.-G., Darmstadt 1923. (Diese und die beiden voranstehend verzeichneten Ausgaben in gleicher Aufmachung (goldgeprägtes Halbleinen, jeder Band mit einer anderen schwarzweißen Fototafel als Frontispiz: Mädchen, junge und alte Fürstin) werden in Aus stiller und bewegter Zeit als Erinnerungen Band 1–3 gelistet.)
- Memoiren der Fürstin Marie zu Erbach-Schönberg, Prinzessin von Battenberg 1852–1923. o. V., 1958, ISBN 3-922781-75-6.